# Monument aux morts d'Aniane

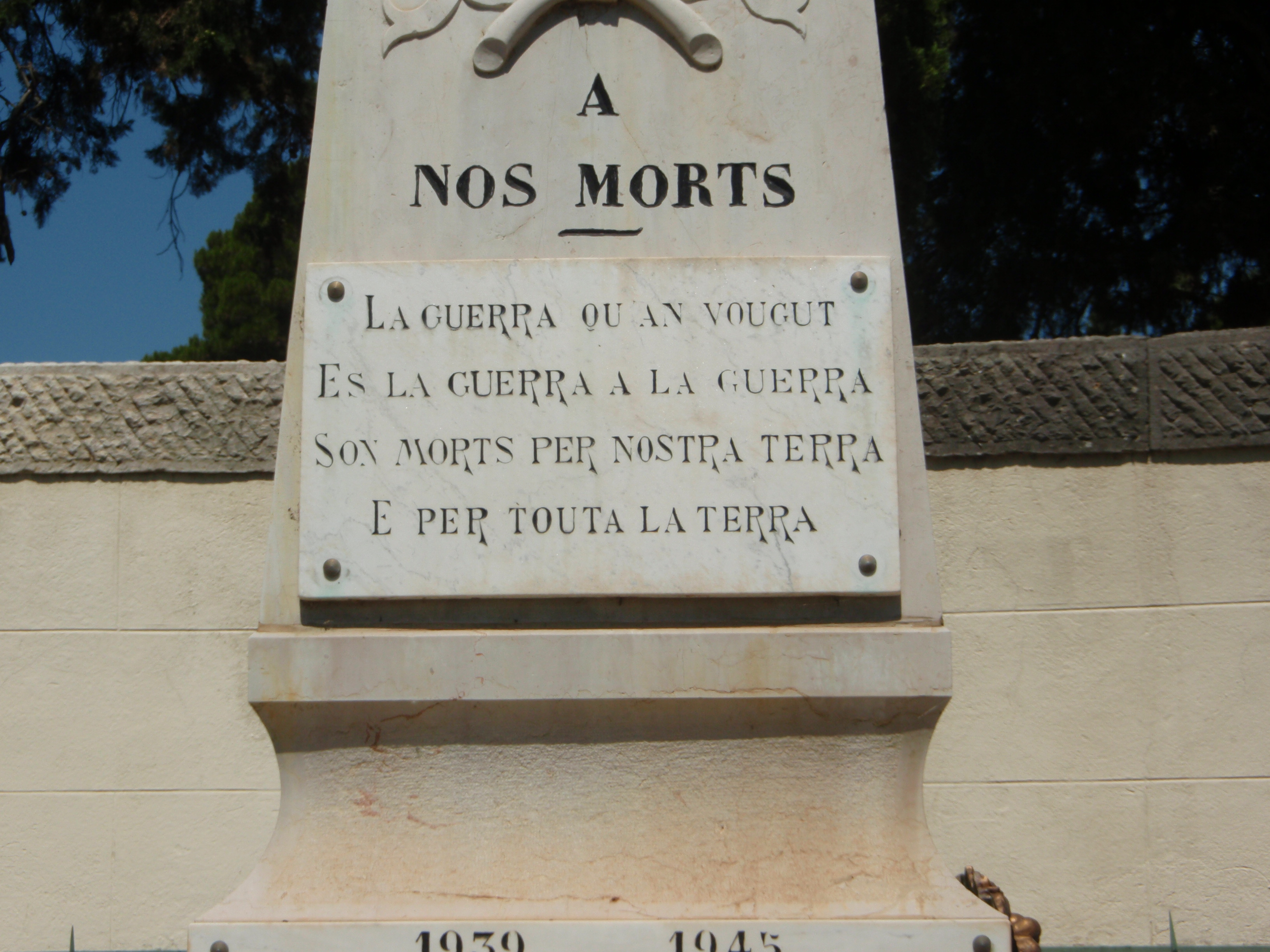
Détail du texte en occitan.

Le monument aux morts d'Aniane, réalisé par le sculpteur Jacques Louis Robert Villeneuve, est situé à Aniane dans le département de l'Hérault.

## Description
Le monument est constitué d'un obélisque surmonté d'un visage de douleurs, symbolisant les souffrances subies lors de la Première Guerre mondiale qui se déroula de 1914 à 1918. Une inscription d'inspiration pacifiste en occitan vient compléter cette sculpture :
« La guerra qu’an vougut
es la guerra a la guerra.
Son morts per nostra terra
e per touta la terra. »

Soit : 
« La guerre qu’ils ont voulue
est la guerre à la guerre.
Ils sont morts pour notre terre
et pour toute la terre. »
 C’est-à-dire pour toute l’humanité. 
Ces vers sont l'œuvre d'Antonin Perbosc, poète occitaniste militant. Cette inscription se retrouve sur différents monuments aux morts, comme ceux de Graissens et Cadenac, sur le territoire de la commune de Saint-Félix-Lauragais (31).

## Histoire
La commune d'Aniane a passé le 10 février 1923, un contrat avec le sculpteur parisien Jacques Louis Robert Villeneuve afin que ce dernier réalise le monument aux morts. La réception du monument s'est effectuée le 24 juin 1924.